# Asztrik Várszegi
Asztrik Várszegi  (n. 26 ianuarie 1946, Sopron, Comitatul Sopron, Ungaria) este un episcop romano-catolic maghiar.